# Chi-Quadrat-Test
Mit Chi-Quadrat-Test ({\displaystyle \chi ^{2}}-Test) bezeichnet man in der mathematischen Statistik eine Gruppe von Hypothesentests mit Chi-Quadrat-verteilter Testprüfgröße.
Man unterscheidet vor allem die folgenden Tests:
- Verteilungstest (auch Anpassungstest genannt): Hier wird geprüft, ob vorliegende Daten auf eine bestimmte Weise verteilt sind.
- Unabhängigkeitstest: Hier wird geprüft, ob zwei Merkmale stochastisch unabhängig sind.
- Homogenitätstest: Hier wird geprüft, ob zwei oder mehr Stichproben derselben Verteilung bzw. einer homogenen Grundgesamtheit entstammen.

Der Chi-Quadrat-Test und seine Teststatistik wurden erstmals 1900 von Karl Pearson beschrieben.

## Verteilungstest

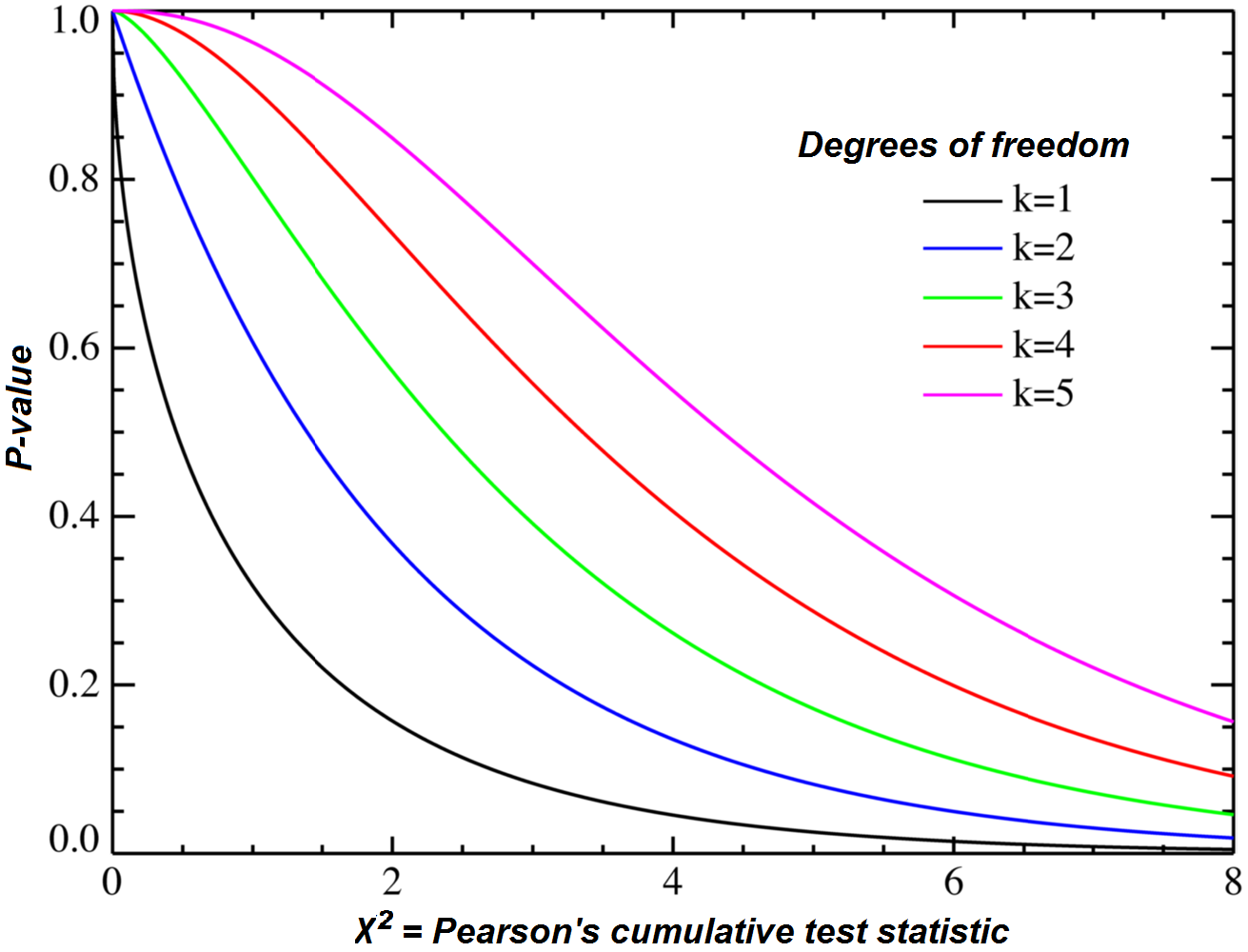
Chi-Quadrat-Verteilung mit auf der x-Achse und auf der y-Achse.

Man betrachtet ein statistisches Merkmal {\displaystyle X}, dessen Wahrscheinlichkeiten in der Grundgesamtheit unbekannt sind. Es wird bezüglich der Wahrscheinlichkeiten von {\displaystyle X} eine vorläufig allgemein formulierte Nullhypothese
{\displaystyle H_{0}}: Das Merkmal {\displaystyle X} besitzt die Wahrscheinlichkeitsverteilung {\displaystyle F_{0}(x)}
aufgestellt.

### Vorgehensweise
Es liegen {\displaystyle n} unabhängige Beobachtungen {\displaystyle x_{1},\dots ,x_{n}} des Merkmals {\displaystyle X} vor, die in {\displaystyle m} verschiedene Kategorien fallen. Treten bei einem Merkmal sehr viele Ausprägungen auf, fasst man sie zweckmäßigerweise in {\displaystyle m} Klassen zusammen und fasst die Klassen als Kategorien auf. Die Anzahl der Beobachtungen in der {\displaystyle j}-ten Kategorie ist die beobachtete Häufigkeit {\displaystyle N_{j}}.
Man überlegt sich nun, wie viele Beobachtungen im Mittel in einer Kategorie liegen müssten, wenn {\displaystyle X} tatsächlich die hypothetische Verteilung besäße. Dazu berechnet man zunächst die Wahrscheinlichkeit {\displaystyle p_{0j}}, dass eine Ausprägung von {\displaystyle X} in die Kategorie {\displaystyle j} fällt. Die unter {\displaystyle H_{0}} zu erwartende absolute Häufigkeit ist:
{\displaystyle n_{0j}=p_{0j}\cdot n}
Wenn die in der vorliegenden Stichprobe beobachteten Häufigkeiten {\displaystyle N_{j}} „zu stark“ von den erwarteten Häufigkeiten abweichen, wird die Nullhypothese abgelehnt. Die Prüfgröße für den Test
{\displaystyle X^{2}=\sum _{j=1}^{m}{\frac {(N_{j}-n_{0j})^{2}}{n_{0j}}}}
misst die Größe der Abweichung.
Die Prüfgröße {\displaystyle X^{2}} ist bei ausreichend großen {\displaystyle N_{j}} annähernd Chi-Quadrat-verteilt mit {\displaystyle m-1} Freiheitsgraden. Wenn die Nullhypothese wahr ist, sollte der Unterschied zwischen der beobachteten und der theoretisch erwarteten Häufigkeit klein sein. Also wird {\displaystyle H_{0}} bei einem hohen Prüfgrößenwert abgelehnt. Der Ablehnungsbereich für {\displaystyle H_{0}} liegt rechts.
Bei einem Signifikanzniveau {\displaystyle \alpha } wird {\displaystyle H_{0}} abgelehnt, wenn {\displaystyle X^{2}>\chi _{(1-\alpha ;m-1)}^{2}} gilt, wenn also der aus der Stichprobe erhaltene Wert der Prüfgröße größer als das {\displaystyle (1-\alpha )}-Quantil der {\displaystyle \chi ^{2}}-Verteilung mit {\displaystyle m-1} Freiheitsgraden ist.
Es existieren Tabellen der {\displaystyle \chi ^{2}}-Quantile (kritische Werte) in Abhängigkeit von der Anzahl der Freiheitsgrade und vom gewünschten Signifikanzniveau (siehe unten).
Soll das Signifikanzniveau, das zu einem bestimmten {\displaystyle \chi ^{2}}-Wert gehört, bestimmt werden, so muss in der Regel aus der Tabelle ein Zwischenwert berechnet werden. Dazu verwendet man logarithmische Interpolation.

### Besonderheiten

#### Schätzung von Verteilungsparametern
Im Allgemeinen gibt man bei der Verteilungshypothese die Parameter der Verteilung an. Kann man diese nicht angeben, müssen sie aus der Stichprobe geschätzt werden. Hier geht bei der Chi-Quadrat-Verteilung pro geschätztem Parameter ein Freiheitsgrad verloren. Sie hat also {\displaystyle m-w-1} Freiheitsgrade mit {\displaystyle w} als Anzahl der geschätzten Parameter. Für die Normalverteilung wäre {\displaystyle w=2}, wenn der Erwartungswert {\displaystyle \mu } und die Varianz {\displaystyle \sigma ^{2}} abgeschätzt werden.

#### Mindestgröße der erwarteten Häufigkeiten
Damit die Prüfgröße als annähernd Chi-Quadrat-verteilt betrachtet werden kann, muss jede erwartete Häufigkeit eine gewisse Mindestgröße betragen. Verschiedene Lehrwerke setzen diese bei 1 oder 5 an. Ist die erwartete Häufigkeit zu klein, können gegebenenfalls mehrere Klassen zusammengefasst werden, um die Mindestgröße zu erreichen. Alternativ kann der Cash-Test oder der G-Test angewandt werden, welche auch mit Kategorien arbeiten können deren Häufigkeit nahe null ist. Der G-Test ist korrekt wenn die gesamte Stichprobengröße in der Analyse durch das Studiendesign fixiert ist, während der Cash-Test für Stichproben ist, deren Größe im Vorfeld der Messung nicht bekannt ist.

### Beispiel zum Verteilungstest
Es liegen von ca. 200 börsennotierten Unternehmen die Umsätze vor. Das folgende Histogramm zeigt ihre Verteilung.
Es sei {\displaystyle X} der Umsatz eines Unternehmens [Mio. €].
Es soll nun die Hypothese getestet werden, dass {\displaystyle X} normalverteilt ist.
Da die Daten in vielen verschiedenen Ausprägungen vorliegen, wurden sie in Klassen eingeteilt. Es ergab sich die Tabelle:
| Klasse | Intervall | Intervall | Beobachtete Häufigkeit |
| j      | über      | bis       | nj                     |
| 1      | …         | 0         | 0                      |
| 2      | 0         | 5000      | 148                    |
| 3      | 5000      | 10000     | 17                     |
| 4      | 10000     | 15000     | 5                      |
| 5      | 15000     | 20000     | 8                      |
| 6      | 20000     | 25000     | 4                      |
| 7      | 25000     | 30000     | 3                      |
| 8      | 30000     | 35000     | 3                      |
| 9      | 35000     | …         | 9                      |
| Summe  |           |           | 197                    |

Da keine Parameter vorgegeben werden, werden sie aus der Stichprobe ermittelt. Es sind geschätzt
{\displaystyle {\hat {\mu }}={\bar {x}}=6892}
und
{\displaystyle {\hat {\sigma }}=s=14984.}
Es wird getestet:
{\displaystyle H_{0}}: {\displaystyle X} ist normalverteilt mit dem Erwartungswert {\displaystyle \mu =6892} und der Standardabweichung {\displaystyle \sigma =14984}.
Um die unter {\displaystyle H_{0}} erwarteten Häufigkeiten zu bestimmen, werden zunächst die Wahrscheinlichkeiten berechnet, dass {\displaystyle X} in die vorgegebenen Klassen fällt. Man errechnet dann
{\displaystyle p_{01}=P(X\leq 0\vert H_{0})=P\left(\left.{\frac {X-\mu }{\sigma }}\leq -{\frac {\mu }{\sigma }}\right|H_{0}\right)=P(Z\leq -{\tfrac {6892}{14984}})=\Phi \left(-0{,}46\right)=0{,}3228.}
Darin ist {\displaystyle Z} eine standardnormalverteilte Zufallsvariable und {\displaystyle \Phi } ihre Verteilungsfunktion. Analog errechnet man:
{\displaystyle p_{02}=P(0<X\leq 5000\vert H_{0})=P\left(\left.-{\frac {\mu }{\sigma }}<{\frac {X-\mu }{\sigma }}\leq {\frac {5000-\mu }{\sigma }}\right|H_{0}\right)=}
{\displaystyle =P\left(-{\tfrac {6892}{14984}}<Z\leq {\tfrac {5000-6892}{14984}}\right)=\Phi \left(-0{,}126\right)-\Phi \left(-0{,}46\right)=0{,}1270}
…
Daraus ergeben sich die erwarteten Häufigkeiten
{\displaystyle n_{01}=p_{01}\cdot n=0{,}3228\cdot 197=63{,}59}
{\displaystyle n_{02}=p_{02}\cdot n=0{,}1270\cdot 197=25{,}02}
…
Es müssten also beispielsweise ca. 25 Unternehmen im Mittel einen Umsatz zwischen 0 € und 5000 € haben, wenn das Merkmal Umsatz tatsächlich normalverteilt ist.
Die erwarteten Häufigkeiten sind zusammen mit den beobachteten Häufigkeiten in der folgenden Tabelle aufgeführt.
| Klasse | Intervall | Intervall | Beobachtete Häufigkeit | Wahrscheinlichkeit | Erwartete Häufigkeit |
| j      | über      | bis       | nj                     | p0j                | n0j                  |
| 1      | …         | 0         | 0                      | 0,3228             | 63,59                |
| 2      | 0         | 5000      | 148                    | 0,1270             | 25,02                |
| 3      | 5000      | 10000     | 17                     | 0,1324             | 26,08                |
| 4      | 10000     | 15000     | 5                      | 0,1236             | 24,35                |
| 5      | 15000     | 20000     | 8                      | 0,1034             | 20,36                |
| 6      | 20000     | 25000     | 4                      | 0,0774             | 15,25                |
| 7      | 25000     | 30000     | 3                      | 0,0519             | 10,23                |
| 8      | 30000     | 35000     | 3                      | 0,0312             | 6,14                 |
| 9      | 35000     | …         | 9                      | 0,0303             | 5,98                 |
| Summe  |           |           | 197                    | 1,0000             | 197,00               |

Die Prüfgröße wird jetzt folgendermaßen ermittelt:
{\displaystyle X^{2}={\frac {(0-63,59)^{2}}{63{,}59}}+{\frac {(148-25{,}02)^{2}}{25{,}02}}+\dotsb +{\frac {(9-5{,}98)^{2}}{5{,}98}}=710{,}79.}
Bei einem Signifikanzniveau {\displaystyle \alpha =0{,}05} liegt der kritische Wert der Testprüfgröße bei {\displaystyle \chi _{(0{,}95;9-3=6)}^{2}=12{,}59}. Da {\displaystyle X^{2}>12{,}59}, wird die Nullhypothese abgelehnt. Man kann davon ausgehen, dass das Merkmal Umsatz in der Grundgesamtheit nicht normalverteilt ist (was plausibel ist, da keine negativen Umsätze gemeldet wurden, die in einer Normalverteilung ebenfalls zu erwarten sind).

## Ergänzung
Die obigen Daten wurden in der Folge logarithmiert. Aufgrund des Ergebnisses des Tests des Datensatzes der logarithmierten Daten auf Normalverteilung konnte auf einem Signifikanzniveau von 0,05 die Nullhypothese der Normalverteilung der Daten nicht verworfen werden. Unter der Voraussetzung, dass die logarithmierten Umsatzdaten tatsächlich einer Normalverteilung entstammen, sind die ursprünglichen Umsatzdaten logarithmisch normalverteilt.
Das folgende Histogramm zeigt die Verteilung der logarithmierten Daten.

### Chi-Quadrat-Verteilungstest in der Rechtsprechung
In Deutschland wurde der Chi-Quadrat-Verteilungstest im Rahmen der Anwendung des Benfordschen Gesetzes gerichtlich als Mittel einer Finanzbehörde bestätigt, die Ordnungsmäßigkeit der Kassenführung zu beanstanden. Konkret wurde die Häufigkeitsverteilung von Ziffern in Kassenbucheintragungen mit dem Chi-Quadrat-Test untersucht, woraus sich ein „starkes Indiz für Manipulationen bei den Einnahmeaufzeichnungen“ ergab. Allerdings ist die Anwendbarkeit Einschränkungen unterworfen und gegebenenfalls müssen andere statistische Verfahren benutzt werden (siehe Benfordsches Gesetz).

## Unabhängigkeitstest
Der Unabhängigkeitstest ist ein Signifikanztest auf stochastische Unabhängigkeit in der Kontingenztafel.
Man betrachtet zwei statistische Merkmale {\displaystyle X} und {\displaystyle Y}, die beliebig skaliert sein können. Man interessiert sich dafür, ob die Merkmale stochastisch unabhängig sind. Es wird die Nullhypothese
{\displaystyle H_{0}}: Die Merkmale {\displaystyle X} und {\displaystyle Y} sind stochastisch unabhängig.
aufgestellt.

### Vorgehensweise
Die Beobachtungen von {\displaystyle X} liegen in {\displaystyle m} Kategorien {\displaystyle j} {\displaystyle (j=1,\dotsc ,m)} vor, die des Merkmals {\displaystyle Y} in {\displaystyle r} Kategorien {\displaystyle k} {\displaystyle (k=1,\dotsc ,r)}. Treten bei einem Merkmal sehr viele Ausprägungen auf, fasst man sie zweckmäßigerweise zu Klassen {\displaystyle j} zusammen und fasst die Klassenzugehörigkeit als {\displaystyle j}-te Kategorie auf. Es gibt insgesamt {\displaystyle n} paarweise Beobachtungen von {\displaystyle X} und {\displaystyle Y}, die sich auf {\displaystyle m\cdot r} Kategorien verteilen.
Konzeptionell ist der Test so aufzufassen:
Man betrachte zwei diskrete Zufallsvariablen {\displaystyle X} und {\displaystyle Y}, deren gemeinsame Wahrscheinlichkeiten in einer Wahrscheinlichkeitstabelle dargestellt werden können.
Man zählt nun, wie oft die {\displaystyle j}-te Ausprägung von {\displaystyle X} zusammen mit der {\displaystyle k}-ten Ausprägung von {\displaystyle Y} auftritt. Die beobachteten gemeinsamen absoluten Häufigkeiten {\displaystyle n_{jk}} können in einer zweidimensionalen Häufigkeitstabelle mit {\displaystyle m} Zeilen und {\displaystyle r} Spalten eingetragen werden.
|                           | Merkmal {\displaystyle Y} | Merkmal {\displaystyle Y} | Merkmal {\displaystyle Y} | Merkmal {\displaystyle Y} | Merkmal {\displaystyle Y} | Merkmal {\displaystyle Y} | Summe Σ |
| Merkmal {\displaystyle X} | 1                         | 2                         | …                         | k                         | …                         | r                         | nj.     |
| 1                         | n11                       | n12                       | …                         | n1k                       | …                         | n1r                       | n1.     |
| 2                         | n21                       | n22                       | …                         | n2k                       | …                         | n2r                       | n2.     |
| …                         | …                         | …                         | …                         | …                         | …                         | …                         | …       |
| j                         | nj1                       | …                         | …                         | njk                       | …                         | …                         | nj.     |
| …                         | …                         | …                         | …                         | …                         | …                         | …                         | …       |
| m                         | nm1                       | nm2                       | …                         | nmk                       | …                         | nmr                       | nm.     |
| Summe Σ                   | n.1                       | n.2                       | …                         | n.k                       | …                         | n.r                       | n       |

Die Zeilen- bzw. Spaltensummen ergeben die absoluten Randhäufigkeiten {\displaystyle n_{j\,\cdot }} bzw. {\displaystyle n_{\cdot \,k}} als
{\displaystyle n_{j\,\cdot }=\sum _{k=1}^{r}n_{jk}} und {\displaystyle n_{\cdot \,k}=\sum _{j=1}^{m}n_{jk}}
Entsprechend sind die gemeinsamen relativen Häufigkeiten {\displaystyle p_{jk}=n_{jk}/n} und die relativen Randhäufigkeiten {\displaystyle p_{j\,\cdot }=n_{j\,\cdot }/n} und {\displaystyle p_{\cdot \,k}=n_{\cdot \,k}/n}.
Wahrscheinlichkeitstheoretisch gilt: Sind zwei Ereignisse {\displaystyle A} und {\displaystyle B} stochastisch unabhängig, ist die Wahrscheinlichkeit für ihr gemeinsames Auftreten gleich dem Produkt der Einzelwahrscheinlichkeiten:
{\displaystyle P(A\cap B)=P(A)\cdot P(B)}
Man überlegt sich nun, dass analog zu oben bei stochastischer Unabhängigkeit von {\displaystyle X} und {\displaystyle Y} auch gelten müsste
{\displaystyle p_{jk}\approx p_{j\,\cdot }\cdot p_{\cdot \,k},}
mit {\displaystyle n} multipliziert entsprechend
{\displaystyle n_{jk}\approx {\frac {n_{j\,\cdot }\cdot n_{\cdot \,k}}{n}}} oder auch
{\displaystyle n_{jk}-{\frac {n_{j\,\cdot }\cdot n_{\cdot \,k}}{n}}\approx 0.}
Sind diese Differenzen für sämtliche {\displaystyle j,k} klein, kann man vermuten, dass {\displaystyle X} und {\displaystyle Y} tatsächlich stochastisch unabhängig sind.
Setzt man für die erwartete Häufigkeit bei Vorliegen von Unabhängigkeit
{\displaystyle n_{jk}^{*}={\frac {n_{j\,\cdot }\cdot n_{\cdot \,k}}{n}},}
resultiert aus der obigen Überlegung die Prüfgröße für den Unabhängigkeitstest
{\displaystyle X^{2}=\sum _{j=1}^{m}\sum _{k=1}^{r}{\frac {(n_{jk}-n_{jk}^{*})^{2}}{n_{jk}^{*}}}.}
Die Prüfgröße {\displaystyle X^{2}} ist bei ausreichend großen erwarteten Häufigkeiten {\displaystyle n_{jk}^{*}} annähernd Chi-Quadrat-verteilt mit {\displaystyle (m-1)(r-1)} Freiheitsgraden.
Wenn die Prüfgröße klein ist, wird vermutet, dass die Hypothese wahr ist. Also wird {\displaystyle H_{0}} bei einem hohen Prüfgrößenwert abgelehnt, der Ablehnungsbereich für {\displaystyle H_{0}} liegt rechts.
Bei einem Signifikanzniveau {\displaystyle \alpha } wird {\displaystyle H_{0}} abgelehnt, wenn {\displaystyle X^{2}>\chi _{(1-\alpha ;(m-1)(r-1))}^{2}}, dem {\displaystyle (1-\alpha )}-Quantil der Chi-Quadrat-Verteilung mit {\displaystyle (m-1)(r-1)} Freiheitsgraden ist.

### Besonderheiten
Damit die Prüfgröße als annähernd Chi-Quadrat-verteilt betrachtet werden kann, muss jede erwartete Häufigkeit {\displaystyle n_{jk}^{*}} eine gewisse Mindestgröße haben. Verschiedene Lehrwerke setzen diese bei 1 oder 5 an. Ist die erwartete Häufigkeit zu klein, können gegebenenfalls mehrere Klassen zusammengefasst werden, um die Mindestgröße zu erreichen.
Alternativ kann die Stichprobenverteilung der Teststatistik auf Basis der gegebenen Randverteilungen und der Annahme der Unabhängigkeit der Merkmale per Bootstrapping-Verfahren untersucht werden.

### Beispiel zum Unabhängigkeitstest
Im Rahmen des Qualitätsmanagements wurden die Kunden einer Bank befragt, unter anderem nach ihrer Zufriedenheit mit der Geschäftsabwicklung und nach der Gesamtzufriedenheit. Der Grad der Zufriedenheit richtete sich nach dem Schulnotensystem.
Aus den Daten ergibt sich die folgende Kreuztabelle der Gesamtzufriedenheit von Bankkunden versus ihrer Zufriedenheit mit der Geschäftsabwicklung. Man sieht, dass einige erwartete Häufigkeiten zu klein waren.
Eine Reduzierung der Kategorien auf jeweils drei durch Zusammenfassung der Noten 3–6 auf eine neue Gesamtnote 3 ergab methodisch korrekte Ergebnisse.
Die folgende Tabelle enthält die erwarteten Häufigkeiten {\displaystyle n_{jk}^{*}}, die sich so berechnen:
{\displaystyle n_{11}^{*}={\frac {102\cdot 270}{621}}=44{,}35\quad n_{12}^{*}={\frac {102\cdot 273}{621}}=44{,}84\quad \dotsb \quad n_{33}^{*}={\frac {160\cdot 78}{621}}=20{,}10}
|                           | Merkmal {\displaystyle Y} |        |       |     |
| Merkmal {\displaystyle X} | 1                         | 2      | 3     | Σ   |
| 1                         | 44,35                     | 44,84  | 12,81 | 102 |
| 2                         | 156,09                    | 157,82 | 45,09 | 359 |
| 3                         | 69,57                     | 70,34  | 20,10 | 160 |
| Σ                         | 270                       | 273    | 78    | 621 |

Die Prüfgröße wird dann folgendermaßen ermittelt:
{\displaystyle X^{2}={\frac {(86-44{,}35)^{2}}{44{,}35}}+{\frac {(16-44{,}84)^{2}}{44{,}84}}+\dotsb +{\frac {(53-20{,}10)^{2}}{20{,}10}}=167{,}187}
Bei einem {\displaystyle \alpha =0{,}05} liegt der kritische Wert der Testprüfgröße bei {\displaystyle \chi ^{2}(0{,}95;4)=9{,}488}. Da {\displaystyle X^{2}>9{,}488} ist, wird die Hypothese signifikant abgelehnt, man vermutet also, dass die Zufriedenheit mit der Geschäftsabwicklung und die Gesamtzufriedenheit assoziiert sind.

## Homogenitätstest
Mit dem Chi-Quadrat-Homogenitätstest kann anhand der zugehörigen Stichprobenverteilungen geprüft werden, ob {\displaystyle m\geq 2} (unabhängige) Zufallsstichproben diskreter Merkmale {\displaystyle X_{1},\dotsc ,X_{m}} mit den Stichprobenumfängen {\displaystyle n_{1},\dotsc ,n_{m}} aus identisch verteilten (also homogenen) Grundgesamtheiten stammen. Damit ist er eine Hilfe bei der Entscheidung darüber, ob mehrere Stichproben derselben Grundgesamtheit bzw. Verteilung entstammen bzw. bei der Entscheidung, ob ein Merkmal in verschiedenen Grundgesamtheiten (z. B. Männer und Frauen) auf die gleiche Art verteilt ist. Der Test ist wie die anderen Chi-Quadrat-Tests auf jedem Skalenniveau anwendbar.
Die Hypothesen lauten:
{\displaystyle H_{0}:} Die unabhängigen Merkmale {\displaystyle X_{1},\dotsc ,X_{m}} sind identisch verteilt.
{\displaystyle H_{1}:} Mindestens zwei der Merkmale {\displaystyle X_{1},\dotsc ,X_{m}} sind unterschiedlich verteilt.
Wenn mit {\displaystyle F_{k}} die Verteilungsfunktion von {\displaystyle X_{k}} angedeutet wird, können die Hypothesen auch wie folgt formuliert werden:
{\displaystyle H_{0}:F_{1}=F_{2}=\dotsb =F_{m}}
{\displaystyle H_{1}:F_{i}\neq F_{j}} für mindestens ein {\displaystyle i\neq j}

### Vorgehensweise
Die untersuchte Zufallsvariable (das Merkmal), z. B. Antwort auf „die Sonntagsfrage“, sei {\displaystyle k}-fach gestuft, d. h., es gibt {\displaystyle k} Merkmalskategorien (das Merkmal besitzt {\displaystyle k} Ausprägungen), z. B. SPD, CDU, B90/Grüne, FDP, Die Linke und Andere (d. h., {\displaystyle k=6}). Die Stichproben {\displaystyle X_{i}} können z. B. die Umfrageergebnisse verschiedener Meinungsforschungsinstitute sein. Von Interesse könnte dann sein zu prüfen, ob sich die Umfrageergebnisse signifikant unterscheiden.
Die beobachteten Häufigkeiten je Stichprobe (Umfrage) und Merkmalskategorie (genannte Partei) {\displaystyle n_{ij}} werden in eine entsprechende {\displaystyle m\times k}-Kreuztabelle eingetragen (hier 3×3):
|                                  | Merkmalskategorie {\displaystyle j}                |                                                    |                                                    |                                                             |
| Stichprobe {\displaystyle X_{i}} | Kategorie 1                                        | Kategorie 2                                        | Kategorie 3                                        | Summe                                                       |
| {\displaystyle X_{1}}            | {\displaystyle n_{11}}                             | {\displaystyle n_{12}}                             | {\displaystyle n_{13}}                             | {\displaystyle n_{11}+n_{12}+n_{13}=n_{1\bullet }}          |
| {\displaystyle X_{2}}            | {\displaystyle n_{21}}                             | {\displaystyle n_{22}}                             | {\displaystyle n_{23}}                             | {\displaystyle n_{21}+n_{22}+n_{23}=n_{2\bullet }}          |
| {\displaystyle X_{3}}            | {\displaystyle n_{31}}                             | {\displaystyle n_{32}}                             | {\displaystyle n_{33}}                             | {\displaystyle n_{31}+n_{32}+n_{33}=n_{3\bullet }}          |
| Summe                            | {\displaystyle n_{11}+n_{21}+n_{31}=n_{\bullet 1}} | {\displaystyle n_{12}+n_{22}+n_{32}=n_{\bullet 2}} | {\displaystyle n_{13}+n_{23}+n_{33}=n_{\bullet 3}} | {\displaystyle n_{1\bullet }+n_{2\bullet }+n_{3\bullet }=n} |

Untersucht werden nun die Abweichungen zwischen den beobachteten (empirischen) Häufigkeits- bzw. Wahrscheinlichkeitsverteilungen der Stichproben über die Kategorien des Merkmals. Die beobachteten Zellhäufigkeiten {\displaystyle n_{ij}} werden mit den Häufigkeiten verglichen, die bei Gültigkeit der Nullhypothese zu erwarten wären.
Aus den Randverteilungen werden die unter Gültigkeit der Nullhypothese einer homogenen Grundgesamtheit erwarteten Zellhäufigkeiten bestimmt:
{\displaystyle E_{ij}=n_{i\bullet }\cdot {\frac {n_{\bullet j}}{n}}}
bezeichnet die erwartete Anzahl von Beobachtungen (absolute Häufigkeit) von Stichprobe {\displaystyle i} in Kategorie {\displaystyle j}.
Anhand der so errechneten Größen wird folgende approximativ Chi-Quadrat-verteilte Prüfgröße berechnet:
{\displaystyle \chi ^{2}=\sum _{j=1}^{k}\sum _{i=1}^{m}{\frac {(n_{ij}-E_{ij})^{2}}{E_{ij}}}}
Um zu einer Testentscheidung zu gelangen, wird der erhaltene Wert der Prüfgröße mit dem zugehörigen kritischen Wert verglichen, d. h. mit dem von der Anzahl der Freiheitsgrade und dem Signifikanzniveau {\displaystyle \alpha } abhängigen Quantil der Chi-Quadrat-Verteilung (alternativ kann der p-Wert bestimmt werden). Sind die Abweichungen zwischen mindestens zwei Stichprobenverteilungen signifikant, wird die Nullhypothese verworfen, d. h. die Nullhypothese der Homogenität wird abgelehnt, falls
{\displaystyle X^{2}>\chi _{(k-1)(m-1);1-\alpha }^{2}}.
Der Ablehnungsbereich für {\displaystyle H_{0}} liegt rechts vom kritischen Wert.

### Anwendungsbedingungen
Damit die Prüfgröße als näherungsweise (approximativ) Chi-Quadrat-verteilt betrachtet werden kann, müssen folgende Approximationsbedingungen gelten:
- „großer“ Stichprobenumfang ({\displaystyle n>30})
- {\displaystyle E_{ij}\geq 1} für alle {\displaystyle i,j}
- min. 80 % der {\displaystyle E_{ij}>5}
- Rinne (2003) und Voß (2000) fordern zusätzlich Zellhäufigkeiten {\displaystyle n_{ij}\geq 10} [8][9]

Sind einige erwartete Häufigkeiten zu klein, müssen mehrere Klassen bzw. Merkmalskategorien zusammengefasst werden, um die Approximationsbedingungen einzuhalten.
Besitzt die untersuchte Zufallsvariable sehr viele (mögliche) Ausprägungen, z. B. weil die Variable metrisch stetig ist, fasst man diese zweckmäßigerweise in {\displaystyle m} Klassen (=Kategorien) zusammen, um die nun klassierte Zufallsvariable mit dem Chi-Quadrat-Test untersuchen zu können. Hierbei ist jedoch zu beachten, dass die Art und Weise der Klassierung der Beobachtungen das Testergebnis beeinflussen kann.

### Vergleich zu Unabhängigkeits- und Verteilungstest
Der Homogenitätstest kann auch als Unabhängigkeitstest interpretiert werden, wenn man die Stichproben als Ausprägungen eines zweiten Merkmals ansieht. Auch kann er als eine Form des Verteilungstests angesehen werden, bei der nicht eine empirische und eine theoretische Verteilung, sondern mehrere empirische Verteilungen verglichen werden. Unabhängigkeitstest und Verteilungstest sind jedoch Einstichprobenprobleme, während der Homogenitätstest ein Mehrstichprobenproblem darstellt. Beim Unabhängigkeitstest wird eine einzige Stichprobe bzgl. zweier Merkmale erhoben, beim Verteilungstest eine Stichprobe bzgl. eines Merkmals. Beim Homogenitätstest werden mehrere Stichproben bzgl. eines Merkmals erhoben.

## Vierfeldertest
Der Chi-Quadrat-Vierfeldertest ist ein statistischer Test. Er dient dazu zu prüfen, ob zwei dichotome Merkmale stochastisch unabhängig voneinander sind bzw. ob die Verteilung eines dichotomen Merkmals in zwei Gruppen identisch ist.

### Vorgehensweise
Der Vierfeldertest beruht auf einer (2×2)-Kontingenztafel, die die (bivariate) Häufigkeitsverteilung zweier Merkmale visualisiert:
|              | Merkmal X    |              |             |
| Merkmal Y    | Ausprägung 1 | Ausprägung 2 | Zeilensumme |
| Ausprägung 1 | a            | b            | a+b         |
| Ausprägung 2 | c            | d            | c+d         |
| Spaltensumme | a+c          | b+d          | n = a+b+c+d |

Laut einer Faustformel muss der Erwartungswert aller vier Felder mindestens 5 betragen. Der Erwartungswert wird dabei berechnet aus Zeilensumme*Spaltensumme/Gesamtzahl. Bei einem Erwartungswert kleiner 5 empfehlen Statistiker den Exakten Fisher-Test.

#### Teststatistik
Um die Nullhypothese zu prüfen, dass beide Merkmale stochastisch unabhängig sind, wird zunächst folgende Prüfgröße für einen zweiseitigen Test berechnet:
{\displaystyle X^{2}={\frac {n\cdot (a\cdot d-c\cdot b)^{2}}{(a+c)\cdot (b+d)\cdot (a+b)\cdot (c+d)}}\;{\stackrel {a}{\sim }}\;\chi _{1}^{2}}.
Die Prüfgröße ist näherungsweise Chi-Quadrat-verteilt mit einem Freiheitsgrad. Sie sollte nur dann verwendet werden, wenn in jeder der beiden Stichproben mindestens sechs Merkmalsträger (Beobachtungen) enthalten sind.

#### Testentscheidung
Ist der auf Grund der Stichprobe erhaltene Prüfwert kleiner als der zum gewählten Signifikanzniveau gehörende kritische Wert (d. h. das entsprechende Quantil der Chi-Quadrat-Verteilung), dann konnte der Test nicht nachweisen, dass ein signifikanter Unterschied besteht. Errechnet sich dagegen ein Prüfwert, der größer oder gleich dem kritischen Wert ist, so besteht zwischen den Stichproben ein signifikanter Unterschied.
Die Wahrscheinlichkeit, dass der berechnete (oder ein noch größerer) Prüfwert nur zufällig auf Grund der Stichprobenziehung erhalten wurde (p-Wert), lässt sich wie folgt näherungsweise berechnen:
{\displaystyle p={\frac {1}{2}}\cdot 10^{\frac {-{\hat {\chi }}^{2}}{3{,}84}}}
Die Näherung dieser (Faust-)Formel an den tatsächlichen p-Wert ist gut, wenn die Prüfgröße zwischen 2,0 und 8,0 liegt.

### Beispiele und Anwendungen
Bei der Frage, ob eine medizinische Maßnahme wirksam ist oder nicht, ist der Vierfeldertest sehr hilfreich, da er sich auf das Hauptentscheidungskriterium konzentriert.

#### Beispiel 1
Man befragt jeweils 50 (zufällig ausgewählte) Frauen und Männer, ob sie rauchen oder nicht.
Man erhält das Ergebnis:
- Frauen: 25 Raucherinnen, 25 Nichtraucherinnen
- Männer: 30 Raucher, 20 Nichtraucher

Führt man auf Basis dieser Erhebung einen Vierfeldertest durch, dann ergibt sich anhand der oben dargestellten Formel ein Prüfwert von ca. 1. Da dieser Wert kleiner ist als der kritische Wert 3,841, kann die Nullhypothese, dass das Rauchverhalten vom Geschlecht unabhängig ist, nicht verworfen werden. Der Anteil der Raucher bzw. Nichtraucher unterscheidet sich zwischen den Geschlechtern nicht signifikant.

#### Beispiel 2
Man befragt jeweils 500 (zufällig ausgewählte) Frauen und Männer, ob sie rauchen oder nicht.
Folgende Daten werden erhalten:
- Frauen: 250 Nichtraucher, 250 Raucher
- Männer: 300 Nichtraucher, 200 Raucher

Hier ergibt sich anhand des Vierfeldertests ein Prüfwert von {\displaystyle {\tfrac {1000}{99}}\approx 10{,}1}, welcher größer als 3,841 ist. Da {\displaystyle 10{,}1>3{,}841}, kann die Nullhypothese, dass die Merkmale „Rauchverhalten“ und „Geschlecht“ stochastisch unabhängig voneinander sind, auf einem Signifikanzniveau von 0,05 abgelehnt werden.

## Yates-Stetigkeitskorrektur
Die Prüfgröße für die Yates-Stetigkeitskorrektur ist definiert als
{\displaystyle \chi _{\text{Yates}}^{2}=\sum _{j=1}^{m}{\frac {(|N_{j}-n_{j}|-0{,}5)^{2}}{n_{j}}}}
Dabei ist {\displaystyle N_{j}} die beobachtete Häufigkeit und {\displaystyle n_{j}} die erwartete Häufigkeit der {\displaystyle j}-ten Kategorie.
Für eine (2×2)-Kontingenztafel gilt
{\displaystyle \chi _{\text{Yates}}^{2}=\sum _{j=1}^{m}{\frac {(|a\cdot d-b\cdot c|-{\frac {m}{2}})^{2}\cdot m}{(a+b)\cdot (c+d)\cdot (a+c)\cdot (b+d)}}}

## Tabelle der Quantile der Chi-Quadrat-Verteilung
Die Tabelle zeigt die wichtigsten Quantile der Chi-Quadrat-Verteilung. In der linken Spalte sind die Freiheitsgrade {\displaystyle f} und in der oberen Zeile die {\displaystyle (1-\alpha )}-Niveaus eingetragen. Ablesebeispiel: Das Quantil der Chi-Quadrat-Verteilung bei 2 Freiheitsgraden und einem {\displaystyle \alpha }-Niveau von 1 % beträgt 9,21.
|                   | 1−α    | 1−α    | 1−α    | 1−α    | 1−α    | 1−α    |
| {\displaystyle f} | 0,900  | 0,950  | 0,975  | 0,990  | 0,995  | 0,999  |
| ----------------- | ------ | ------ | ------ | ------ | ------ | ------ |
| 1                 | 2,71   | 3,84   | 5,02   | 6,63   | 7,88   | 10,83  |
| 2                 | 4,61   | 5,99   | 7,38   | 9,21   | 10,60  | 13,82  |
| 3                 | 6,25   | 7,81   | 9,35   | 11,34  | 12,84  | 16,27  |
| 4                 | 7,78   | 9,49   | 11,14  | 13,28  | 14,86  | 18,47  |
| 5                 | 9,24   | 11,07  | 12,83  | 15,09  | 16,75  | 20,52  |
| 6                 | 10,64  | 12,59  | 14,45  | 16,81  | 18,55  | 22,46  |
| 7                 | 12,02  | 14,07  | 16,01  | 18,48  | 20,28  | 24,32  |
| 8                 | 13,36  | 15,51  | 17,53  | 20,09  | 21,95  | 26,12  |
| 9                 | 14,68  | 16,92  | 19,02  | 21,67  | 23,59  | 27,88  |
| 10                | 15,99  | 18,31  | 20,48  | 23,21  | 25,19  | 29,59  |
| 11                | 17,28  | 19,68  | 21,92  | 24,72  | 26,76  | 31,26  |
| 12                | 18,55  | 21,03  | 23,34  | 26,22  | 28,30  | 32,91  |
| 13                | 19,81  | 22,36  | 24,74  | 27,69  | 29,82  | 34,53  |
| 14                | 21,06  | 23,68  | 26,12  | 29,14  | 31,32  | 36,12  |
| 15                | 22,31  | 25,00  | 27,49  | 30,58  | 32,80  | 37,70  |
| 16                | 23,54  | 26,30  | 28,85  | 32,00  | 34,27  | 39,25  |
| 17                | 24,77  | 27,59  | 30,19  | 33,41  | 35,72  | 40,79  |
| 18                | 25,99  | 28,87  | 31,53  | 34,81  | 37,16  | 42,31  |
| 19                | 27,20  | 30,14  | 32,85  | 36,19  | 38,58  | 43,82  |
| 20                | 28,41  | 31,41  | 34,17  | 37,57  | 40,00  | 45,31  |
| 21                | 29,62  | 32,67  | 35,48  | 38,93  | 41,40  | 46,80  |
| 22                | 30,81  | 33,92  | 36,78  | 40,29  | 42,80  | 48,27  |
| 23                | 32,01  | 35,17  | 38,08  | 41,64  | 44,18  | 49,73  |
| 24                | 33,20  | 36,42  | 39,36  | 42,98  | 45,56  | 51,18  |
| 25                | 34,38  | 37,65  | 40,65  | 44,31  | 46,93  | 52,62  |
| 26                | 35,56  | 38,89  | 41,92  | 45,64  | 48,29  | 54,05  |
| 27                | 36,74  | 40,11  | 43,19  | 46,96  | 49,64  | 55,48  |
| 28                | 37,92  | 41,34  | 44,46  | 48,28  | 50,99  | 56,89  |
| 29                | 39,09  | 42,56  | 45,72  | 49,59  | 52,34  | 58,30  |
| 30                | 40,26  | 43,77  | 46,98  | 50,89  | 53,67  | 59,70  |
| 40                | 51,81  | 55,76  | 59,34  | 63,69  | 66,77  | 73,40  |
| 50                | 63,17  | 67,50  | 71,42  | 76,15  | 79,49  | 86,66  |
| 60                | 74,40  | 79,08  | 83,30  | 88,38  | 91,95  | 99,61  |
| 70                | 85,53  | 90,53  | 95,02  | 100,43 | 104,21 | 112,32 |
| 80                | 96,58  | 101,88 | 106,63 | 112,33 | 116,32 | 124,84 |
| 90                | 107,57 | 113,15 | 118,14 | 124,12 | 128,30 | 137,21 |
| 100               | 118,50 | 124,34 | 129,56 | 135,81 | 140,17 | 149,45 |
| 200               | 226,02 | 233,99 | 241,06 | 249,45 | 255,26 | 267,54 |
| 300               | 331,79 | 341,40 | 349,87 | 359,91 | 366,84 | 381,43 |
| 400               | 436,65 | 447,63 | 457,31 | 468,72 | 476,61 | 493,13 |
| 500               | 540,93 | 553,13 | 563,85 | 576,49 | 585,21 | 603,45 |

## Alternativen zum Chi-Quadrat-Test
Der Chi-Quadrat-Test ist immer noch weit verbreitet, obwohl heute bessere Alternativen zur Verfügung stehen. Gerade bei kleinen Werten pro Zelle (Faustregel: {\displaystyle x_{ij}<5}) ist die Prüfstatistik problematisch, während bei großen Stichproben der Chi-Quadrat-Test nach wie vor zuverlässig ist.
Der ursprüngliche Vorteil des Chi-Quadrat-Tests lag darin, dass die Prüfstatistik besonders für kleinere Tabellen auch von Hand berechnet werden kann, denn der schwierigste Rechenschritt ist die Quadrierung, während der genauere G-Test als schwierigsten Rechenschritt eine Logarithmierung erfordert. Die Prüfstatistik {\displaystyle G} ist annähernd Chi-Quadrat-verteilt und ist auch dann robust, wenn die Kontingenztafel seltene Ereignisse enthält.
In der Computerlinguistik hat sich der G-Test durchsetzen können, da dort die Häufigkeitsanalyse selten vorkommender Wörter und Textbausteine ein typisches Problem darstellt.
Da heutige Computer genug Rechenleistung bieten, lassen sich beide Tests durch den Exakten Test nach Fisher ersetzen.